# Бельгія в Першій світовій війні
Королівство Бельгія — нейтральна держава світу на початку XX століття, яка з першого дня вторгнення імперських німецьких військ змушена була вступити до світового конфлікту й брала участь у воєнних діях до кінця Першої світової війни на боці Антанти.
Основним напрямом бельгійської зовнішньої політики на початку XX ст. було прагнення чітко додержуватися політики нейтралітету й виконувати покладені на нейтральну державу зобов'язання. Нейтралітет був сенсом існування королівства Бельгія, проте такий статус покладав на неї вельми відповідальне для малої країни завдання, беручи до уваги її стратегічно важливе географічне положення. «Вічний» нейтралітет Бельгії був визначений у 1831 році та закріплений 1839 року на Лондонській конференції Великими державами, які виступили гарантами нейтралітету народженої держави, а також проголосили себе захисниками цілісності та недоторканності території Бельгії.
Порушення Німеччиною в 1914 році нейтралітету Бельгії зламало систему балансу сил на політичній арені Європи, яка існувала з початку XIX ст. На фоні загрози світового конфлікту, що наближався, Бельгія фактично мала такий вибір — або пропустити завойовника, що вдерся на її територію, ставши жертвою окупанта, або, виконуючи міжнародні зобов'язання, чинити опір військам, які порушили недоторканність її кордонів. Уряд Бельгії ще до війни виробив стратегію на випадок порушення нейтралітету — опиратися. Участь у війні стала для Бельгії свого роду протестом проти порушення усіх міжнародних норм права і, одночасно, демонстрацією непокори народу, який прагнув незалежності.

## Передумови

### Загальне становище

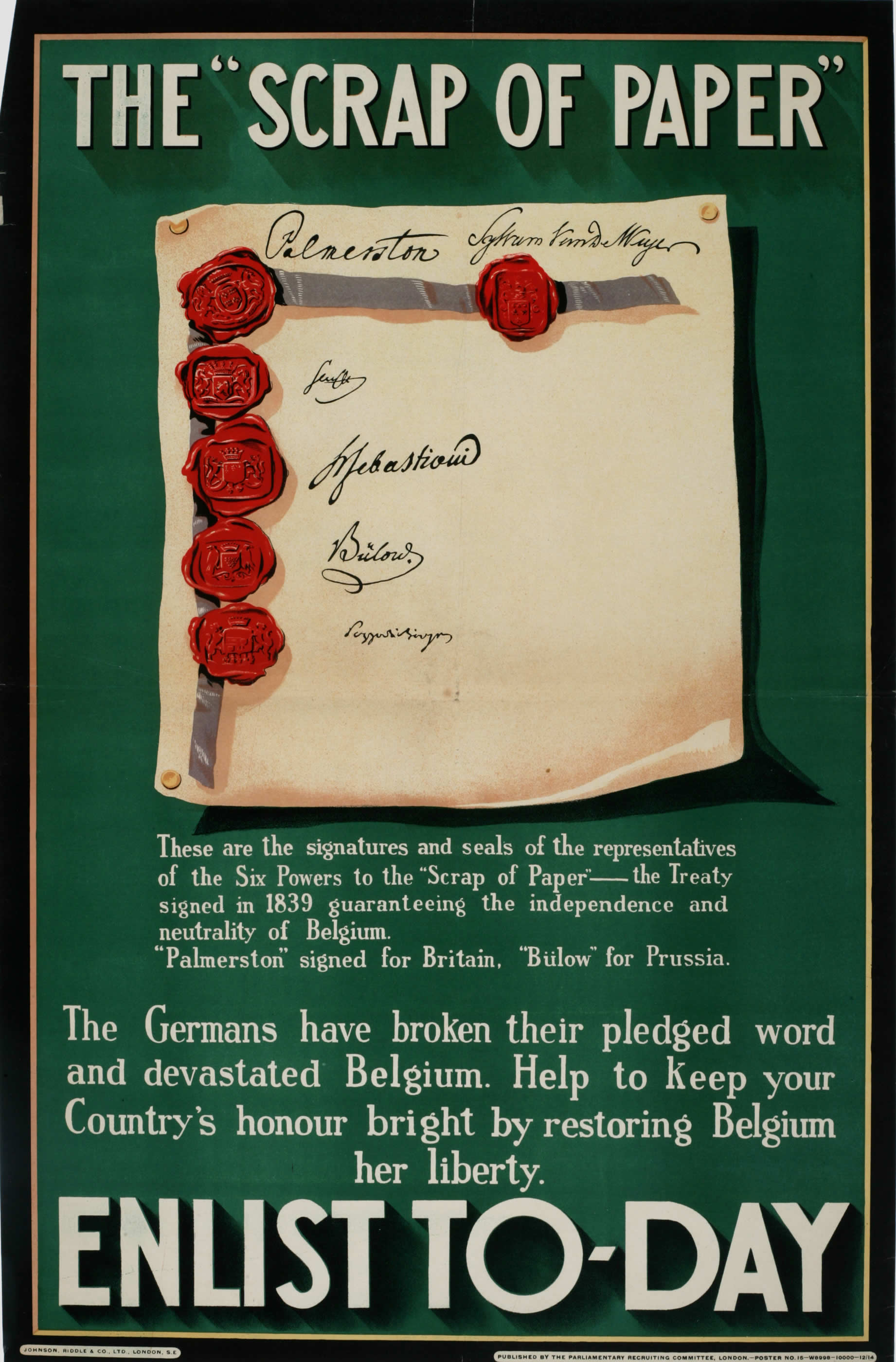
Британський рекрутський плакат часів війни «Клаптик паперу» — натяк про образу мирного договору про гарантії незалежності Бельгії з боку Пруссії

Бельгія, попри те, що була невеликою країною на тлі європейських імперій початку XX століття, в силу свого географічного положення завжди грала одну з ключових ролей на політичній сцені Західної Європи, та з тих чи інших причин привертала увагу сусідніх країн. Створена після перемоги Бельгійської революції 1830 року шляхом об'єднання стародавніх провінцій південних Нідерландів, Фландрії та Валлонської області Артуа, вона утворила своєрідний бар'єр між Францією, Нідерландами та розрізненими германськими герцогствами, які в 1871 році стали єдиними.
Населення Бельгії в 1914 році становило приблизно 7,5 мільйона осіб. Бельгійське королівство з усталеною конституційною формою правління мало квітучу економіку внаслідок успіху промислової революції, яка трансформувала ряд країн Західної Європи в XIX столітті. Бельгія стала першою країною континенту, котра успішно споживала плоди цієї революції й надзвичайно швидко перетворилася на економічно розвинуту державу, що продовжувала динамічно розвиватися протягом усього ХІХ століття.
Економічна міць Бельгії базувалася на потужному промисловому секторі, в першу чергу, сталеливарному виробництві, що засновувалося на значних власних запасах вугілля й залізної руди, текстильній промисловості й розвинутій торгівлі. До 1914 року Бельгія створила розлогу мережу залізниць, шахт, заводів й фабрик, продуктивний експортний сектор й щиро вважалася однією з найуспішніших індустріальних країн світу. Спеціалізація бельгійських компаній та фірм полягала переважно у виробництві зброї, матеріалів та обладнання для залізниць, хімічній промисловості,.
Бельгійська економіка мала розгалужену систему експорту, основними портами зовнішньої торгівлі були Антверпен і Остенде у Фландрії, а близькість до британських, французьких, німецьких виробничих центрів приваблювала багатьох промисловців того часу. Водночас Бельгія була потужним імпортером продовольства, що, однак, не становило ніяких проблем до війни. Її індустрія давала достатньо переваг у завоюванні ринків збиту своїх продуктів виробництва для забезпечення надійного імпорту продовольства з інших країн, колоній та залежних територій.
На початок XX століття зовнішня політика Бельгії стійко базувалася на принципах нейтралітету й невтручання у європейські міждержавні суперечності, і стабільно лишалась осторонь війн великих держав за панування у Європі, зокрема, франко-прусської війни (1870—1871). Країна не брала ніякої участі ні в яких альянсах, що почали укладатися великими державами наприкінці ХІХ — початку ХХ ст. Бельгійський народ дуже цінував свою незалежність, яку здобув 30 жовтня 1830 року, відокремившись від Нідерландів, а підписанти Лондонського договору 1839 року на чолі з Великою Британією, які до речі й розпочали за 75 років після того Велику війну, надали їй гарантії територіальної недоторканості.

### Бельгійська громадська думка
Бельгійський нейтралітет підтримувався великими державами, у тому числі й Францією з Пруссією під час їхнього конфлікту в 1870—1871. Тому переважна більшість бельгійців вважала, що їхня країна ніколи більше не братиме участі у війні. Вони дивилися на Швейцарію, якій протягом багатьох століть (за винятком доби Французької революції) вдавалося уникнути жахів війни через нейтралітет. Однак бельгійці недооцінювали інші важливі фактори, серед яких, зокрема, географічне положення Швейцарії.
Протягом XIX століття бельгійська спільнота підтримувала міцні та розгалужені культурні зв'язки з Францією, всіляко орієнтуючись на неї. Згодом ситуація почала змінюватися, почасти тому, що економічна потужність Німецької імперії зростала гігантськими темпами. На 1910 рік Німеччина перетворилася на основного торгового партнера Бельгії, й разом з істотним економічним впливом Німеччина почала кардинально впливати на бельгійське культурне середовище. Дедалі частіше бельгійці дивилися з повагою на розквіт Німецької імперії, й хоча думки розділилися, багато бельгійців були вражені більш упорядкованим та дисциплінованим німецьким ладом. Бельгійські інтелектуали почали проводити більше часу в Німеччині, ніж, скажімо, в Сорбонні. Фламандська громада, яка завжди була в конфронтації з франкомовною Валлонією, дедалі більше тяжіла до східного сусіда.
У 1910 французький журналіст Анрі Шор'я видав у газеті «La Belgique Moderne» статтю, в якій відмітив швидкість німецького проникнення у бельгійське життя та той факт, що Німеччина обігнала Францію в ролі найважливішого торгового партнера країни.
Через міцні зв'язки бельгійського суспільства з Німецькою імперією напередодні війни багато прихильників «німецького порядку» були відповідно налаштовані на її підтримку. Водночас найбільш стійкою профранцузькою верствою суспільства залишався офіцерський корпус бельгійської армії.

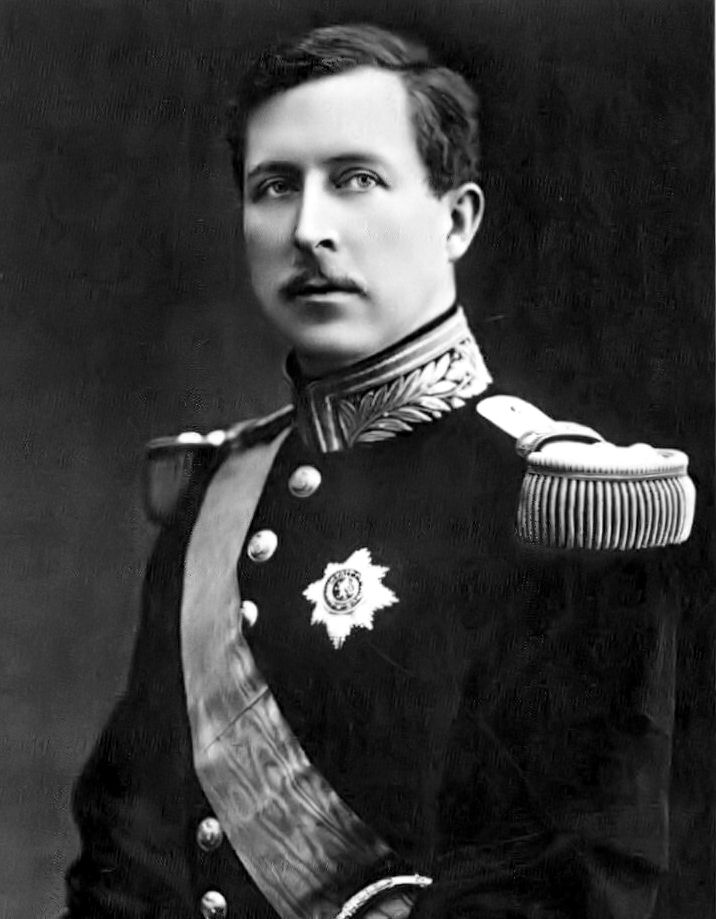
Бельгійський монарх Альберт I

### Сектор оборони
На відміну від сусідніх держав, Бельгія не відчувала себе зобов'язаною утримувати великі військові сили. У панівних кіл країни не було жодного наміру нападати на двох великих сусідів, не кажучи вже про Нідерланди та Люксембург, і дедалі частіше бельгійці переконувалися в тому, що їхній нейтралітет надійно захищатиме країну від нападу.
До речі, у перші роки свого існування Бельгія фактично не мала армії взагалі. Ініціатива утворення власних збройних сил надійшла від бельгійської монархії, а не від демократично обраних парламентських діячів. Бельгійський король Леопольд II після війни 1870—1871 рр. швидко з'ясував масштаби експансії німецької держави в Європі, й вирішив, що Бельгії потрібне радикальне оновлення збройних сил. Леопольд II переконав парламент дозволити збільшення чисельності армії до 100 000 осіб й заснувати національну систему військової служби в резерві. Військова безпека держави за його правління стала політичним питанням, зокрема він особисто опікувався будівництвом фортець на прикордонній річці Маас у Льєжі і Намюрі.
Християнські демократи в цілому підтримали оборонні заходи. Однак панівна католицька партія була менш схильна приділяти увагу розвитку власних збройних сил, зосереджуючись в основному на економічних й соціальних проблемах та колонізації Центральної Африки.
У 1909 році зусиллями керівної монархії у Королівстві набрав чинності «Закон про загальний військовий обов'язок», згідно з яким військову службу мусив відбути один син від кожної сім'ї громадян Бельгії. Термін служби різнився для окремих родів військ: у піхоті — 15 місяців, в артилерії — 21 місяць, а в кінноті — 2 роки. Після завершення служби військовозобов'язані зараховувалися до складу активного резерву на загальний термін 15 років. Таким чином, щороку бельгійська армія отримувала приблизно 33 000 юнаків, які пройшли початковий військовий вишкіл і зараховувалися до резервістів. Водночас рівень їхньої навченості був таким, що вони були ледь адаптовані до військової служби й багато в чому лишалися недосвідченими.

#### Бельгійська армія
На 1914 рік бельгійська армія мала замалий розмір: у її складі було лише шість піхотних дивізій (43 000 військовиків) і одна кавалерійська, у резерві перебувало ще 115 000 навчених військовозобов'язаних. Наявна зброя та військова техніка були або застарілих зразків, або в мізерній кількості, що відбивало реалії злиденного фінансового забезпечення й оснащення армії протягом попередніх десятиліть. Усього було доступно тільки 93 000 гвинтівок і 6 000 шабель, які мали досить поганий стан, але, з погляду майбутньої боротьби, найсерйознішою проблемою був брак артилерії. В армії налічувалось лише 324 застарілі польові гармати, важка артилерія була відсутня взагалі. Доречно згадати, що бельгійці замовили важкі артилерійські системи в німецькій компанії Круппа. Проте, власники збройової фірми доклали максимум зусиль, щоб ці гармати не надійшли на озброєння сусідів вчасно.
Армія мала тільки 102 кулемети, а Повітряні сили — лише одну повітряну ескадрилью з 12 літаків. Механізованого транспорту в армії також практично не було, основні завдання з перекидання військ покладалися на гужовий транспорт та навіть на собак. Бракувало найнеобхідніших речей, не тільки зразків озброєння та військової техніки, але й екіпірування, спорядження, військової форми.
Загалом бельгійські збройні сили були погано підготовлені до ведення війни. Бельгійці щойно заснували власний вищий орган військового управління — Генеральний штаб, але позаблоковість й звідси відсутність союзників накладали певний відбиток на рівень стратегічного та оперативного планування на випадок війни, а також на рівень підготовки як військ, так і керівного складу армії. Офіцерський корпус був слабо навченим, а готовність військ за відсутності сучасного озброєння, техніки, оснащення та майна була доволі незадовільною.
На початок бойових дій бельгійці змогли виставити на східні кордони близько 117 000 вояків. Крім цього, ще 67 000 військовиків були розгорнуті для захисту стратегічних фортів у Льєжі, Намюрі й Антверпені.

### План Шліффена проти плану XVII
Воєнний стан Бельгії неминуче диктувався географічним положенням та політичним становищем країни, затиснутої між двома наддержавами.

#### План Шліффена
Німецький генералітет чітко усвідомлював загрозу військового альянсу трьох могутніх європейських держав Антанти, що мав протистояти їм на континенті в разі реалізації їхніх замислів вторгнення до Франції. Тому стратегія німецького Генерального штабу базувалася на засадничому принципі, що французька армія має бути розгромленою за 6 тижнів, тобто до вступу у війну британської та російської армій. Без Франції, були переконані німці, ані Росія, ані Британія не продовжуватимуть війну.
Отже, граф Альфред фон Шліффен, начальник німецького Генерального штабу з 1891 року, багато років опрацьовував план війни проти Франції, доводячи до досконалості усі деталі вторгнення німецької армії на територію сусідньої країни. 1905 року він показав свій план. За його задумом, 90 % німецької армії мусили, не гаючи часу, як тільки буде оголошена стан війни, негайно атакувати Францію. Усвідомлюючи потужність французьких інженерних прикордонних укріплень на сході країни, він задумав здійснити напад з півночі через слабо захищений кордон Франції з Бельгією, прорватися територіями нейтральних Голландії, Бельгії й Люксембургу. Далі німці мусили наступати по широкій дузі на схід, швидко захопити Париж і притиснути французьку армію до її власних прикордонних фортець і швейцарського кордону.
У 1906 році Гельмут фон Мольтке, племінник великого Гельмута фон Мольтке старшого, замінив фон Шліффена на посаді начальника Генерального штабу армії й трохи змінив основну канву плану — не вдираючись до Нідерландів, просуватися рівнинними просторами бельгійської Фландрії та Люксембургу. Він був переконаний, що бельгійська армія не спроможна ефективно протистояти масованому німецькому наступу.
Коли у 1909 році король Бельгії Альберт I, відвідав Берлін, він отримав від кайзера Вільгельма очевидний натяк на військові плани Німеччини й місце в них його країни. На те молодий король відповів так:

План Шліффена — основний план вторгнення німецької армії до Франції через нейтральні Бельгію та Люксембург

«Бельгія — це нація, а не дорога».
Ставлення німецької верхівки до бельгійського народу, армії та в цілому до Бельгії як країни було принизливо зверхнім. Коли у серпні 1914 року Німецька імперія зажадала від бельгійців дозволу на проходження через їх країну своєї армії для нападу на Францію, король Альберт I відмовився. У відповідь германський рейхсканцлер Т. Бетман-Гольвег, грубо порушивши попередні гарантії Лондонської угоди з боку прусської влади, назвав міжнародний договір «клаптиком паперу». Більш того, оголошене привселюдно бажання Бельгії битися німці вважали «люттю сплячою вівці»; так схарактеризував одного разу своїх політичних супротивників якийсь прусський державний діяч.
У перші ж місяці світової війни Німеччина окупувала 95 % території Бельгії до того часу, доки не сталося «дива на Марні», коли потужний коток німецьких військ був остаточно зупинений британськими та французькими військами. Однак, попри колосальну перевагу німецької імперської армії, бельгійці на чолі зі своїм Головнокомандувачем королем Альбертом I, який служив живим символом боротьби за свою країну, мужньо вступили в битву й героїчно протистояли німецькій навалі, зірвавши плани Шліффена перемогти їх армію за лічені дні або тижні.
Дипломатична нота 
німецького уряду
 уряду Королівства Бельгія
Дуже конфіденційно
Достовірна інформація, яка отримана німецьким урядом, свідчить про те, що французькі війська мають намір з району Живе вийти на лінію Маасу біля Намюру. Ця інформація не залишає сумнівів щодо намірів Франції вийти територією Бельгії у тил Німеччині.
Уряд Німеччини не може не побоюватися, що Бельгія, попри її колосальній добрій волі, не зможе, без сторонньої допомоги, протистояти такому значному французькому вторгненню й з достатньою ступеню успіху убезпечити належну гарантію підтримання безпеки Німеччині.
Це має надважливе значення для самозахисту Німеччини, яка повинна передбачати будь-яку подібну ворожу атаку. Однак, уряд Німеччини висловлює своє найглибше співчуття, якщо бездіяльність Бельгії розглядатиметься, як акт ворожості до німецького народу, й не буде ігнорувати той факт, що агресивні дії супротивників Німеччини змусили її, для власного захисту, увійти на територію Бельгії.
Для того, щоб виключити будь-яку можливість непорозуміння, уряд Німеччини звертається з такою заявою:
1. Німеччина ніяким чином не розглядає це, як акт ворожості проти Бельгії. У разі майбутньої війни, Бельгія розглядатиметься, як країна дружнього нейтралітету по відношенню до Німеччини, тобто німецький уряд бере на себе зобов'язання, при укладанні відповідного договору, гарантувати володіння і незалежність Бельгійського Королівства повною мірою.
2. Німеччина зобов'язується, відповідно до вищезазначеної угоди, евакуювати свої сили з території Бельгії по досягненню миру.
3. Якщо Бельгія приймає таке дружнє ставлення з боку Німеччини, та, відповідно у співпраці з бельгійською владою, намагатиметься придбати усе необхідне для її збройних сил без оплати готівкою, і оплатити компенсацію за шкоду, яка може бути заподіяна німецькими військами.
4. Якщо Бельгія протистоятимете німецьким військам, і, зокрема, якщо вона створюватиме труднощі на шляху проходження наших військ вчиненням опору фортецями на Маасі або руйнуванням залізних й автомобільних доріг, тунелів та інших аналогічних об'єктів інфраструктури, Німеччина змушена буде, на її превеликий жаль, розглянути Бельгію, як ворога.
У цьому випадку, Німеччина не може взяти на себе ніяких зобов'язань стосовно Бельгії, тобто в кінцевому рахунку, коригування відносин між двома державами лишиться розв'язувати мовою зброї.
Уряд Німеччини, однак, висловлює глибоку надію, що ця виключність не трапиться, й що уряд Бельгії знатиме, які необхідні кроки потрібно вжити для запобігання виникнення вищезазначених інцидентів. У цьому випадку дружні зв'язки, які пов'язують дві сусідні держави, продовжуватимуть зміцнюватися і посилюватися.
Вручена німецьким послом у Бельгії К. фон Бюлов-Залеским міністру закордонних справ Бельгії, Ж.Давіньону
2 серпня 1914

#### План XVII
Французька зовнішня політика базувалася на переконанні, що у черговій війні з Німеччиною Франція не воюватиме наодинці, а матиме союзників. Патетичні погрози і агресивна політика кайзера Вільгельма II, задерикуваті вчинки, у тому числі будівництво «Флоту відкритого моря», зробило це цілком досяжним для французької дипломатії. Колоніальна експансія та інтенсивне озброєння Німеччини, її прагнення покінчити з пануванням Англії на морях спонукали Лондон відійти від попередньої політики «блискучої ізоляції» й вступити в союзницькі взаємини з континентальними державами. 8 квітня 1904 року оформилася глобальна коаліція після вступу до франко-російського союзу Великої Британії, яка врегулювала свої суперечності з Францією в Африці та 31 серпня 1907 — з Російською імперією в Азії. Сторони підписали угоду про військовий союз.
Після ганебної поразки у франко-прусській війні, французька військова стратегія в Європі базувалася на двох фундаментальних постулатах. Париж ретельно готував власний план війни-реваншу — план XVII, який ставив за мету повернення провінцій Ельзас та Лотарингія. Жагуче бажання відвоювати ці територій, які були бездарно віддані німцям у 1870 році і зазнавали інтенсивної германізації, опанувало французами. По-друге, план XVII базувався на припущенні, що німці шануватимуть бельгійський нейтралітет — гіпотеза, що ледь не коштувала Франції її державності.
Французька військова доктрина засновувалася на ідеях, що майбутня війна буде мати швидкоплинний характер та будуватиметься на поєднанні стрімких та енергійних атак й високої маневреності військ на полі бою. Тому найкраща та найпотужніша частка французьких військ, її ударна складова, була зосереджена на сході — поздовж німецько-французького кордону того часу, навпроти бажаних Ельзасу та Лотарингії.

#### Бельгійські військові плани
Бельгія, яка щиро вірила у силу свого нейтрального статусу, не мала ефективного плану війни. Більш того, через такий свій статус, бельгійці відповідно не мали й чітких домовленостей з сусідніми країнами про спільні військові плани на випадок агресії з боку третьої сторони. Власне військове керівництво розраховувало, у випадку німецького вторгнення, сконцентрувати основну частину своїх військ західніше річки Маас, й, спираючись на мережу побудованих фортифікаційних укріплень, утримати Антверпен та Льєж. Однак, через те, що Бельгія не мала ніяких домовленостей з Антантою про перебування союзних військ на випадок вторгнення Німеччини на територію Королівства, ці плані виявилися нереальними.

## Бельгійський фронт

### Початок війни
24 липня 1914 року, коли липнева криза була в самому розпалі, уряд Бельгії ще раз наголосив, що якщо війна спалахне, країна буде дотримуватися свого нейтралітету. Одночасно бельгійська влада вжила деяких запобіжних кроків. 27 липня було ухвалено рішення викликати на військові збори 33 000 чоловіків — випускників класу 1913 року. 31 липня почалася загальна мобілізація чоловічого населення країни з огляду на оголошений Німецькою імперією стан «небезпеки війни» (нім. Kriegsgefahrzustand).
2 серпня 1914 року німецькі війська увійшли до Люксембургу, а німецький посол у Брюсселі граф К. фон Бюлов-Залескі за добу до оголошення війни Франції, о 19:00 того ж дня вручив дипломатичну ноту міністру закордонних справ Бельгії Ж.Давіньону.

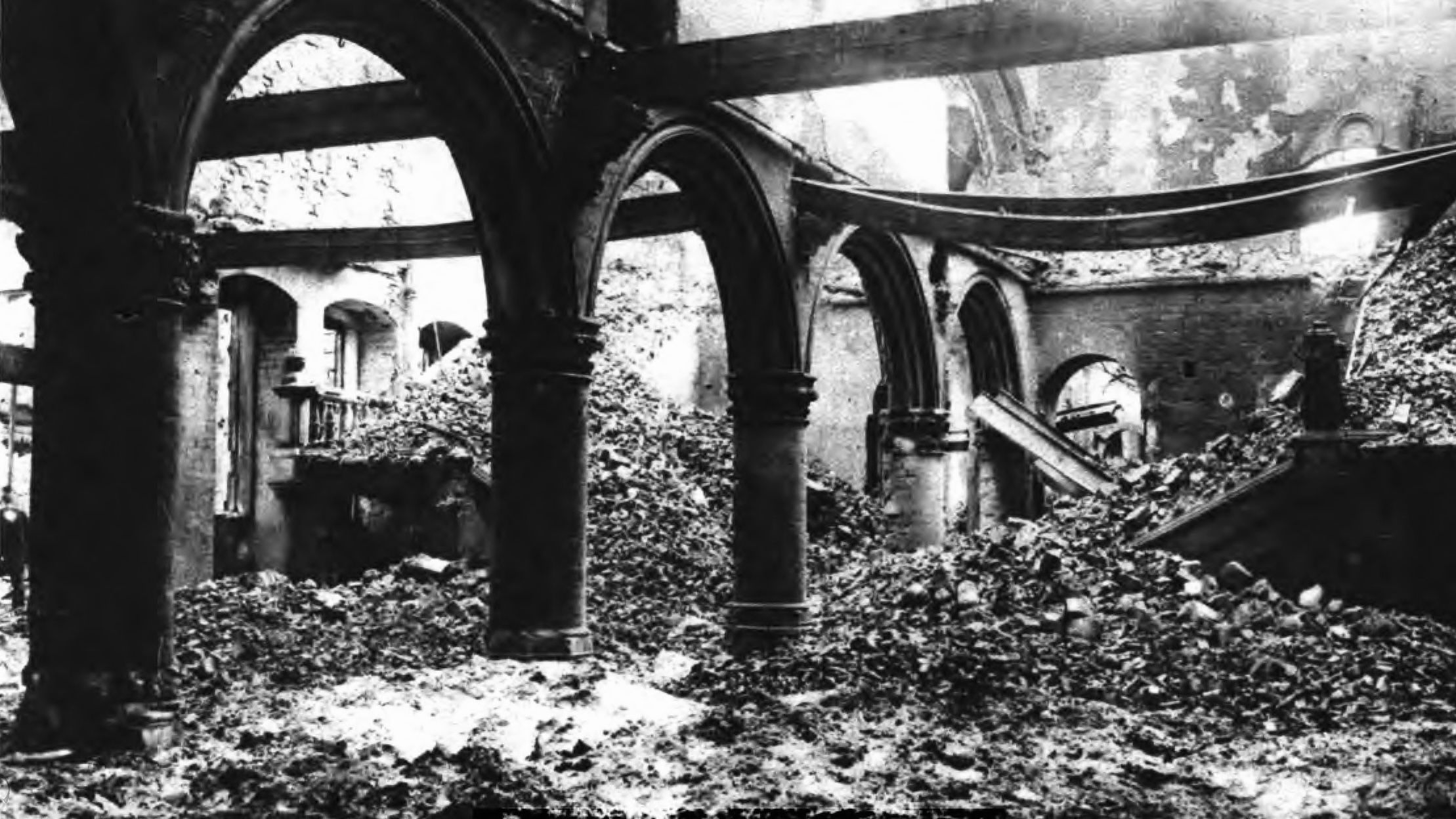
Руїни Левенської університетської бібліотеки, осінь 1914

О 7 годині ранку 3 серпня 1914 року, на ультиматум кайзерівського уряду про вимогу безперешкодного проходу німецьких військ, бельгійський міністр закордонних справ Ж.Давіньон відповів, що …Бельгія завжди буде вірна своїм міжнародним зобов'язанням, й що загрози Німеччини є кричущим порушенням міжнародного права. …Бельгійський уряд, якщо він погодиться на такі пропозиції, пожертвував би честю нації і це буде зрадою стосовно Європи. Якщо ця надія стане для нас розчаруванням, бельгійський народ повний рішучості відбити, усіма доступними засобами, кожну атаку на свої права…".
На світанку 4 серпня 1914 року, після отримання відмови на ультиматум, німецька армія вдерлась до нейтральної Бельгії. Війська під командуванням генералів А. фон Клюка і К. фон Бюлова атакували маленьку, погано оснащену та недостатньо підготовлену бельгійську армію, яка, проте, рішуче чекала на напад. Німці були впевнені, що бельгійці не створять їм серйозних перешкод і вони зможуть швидко обійти французьку армію з флангу. Також вони сподівалися, що в них буде достатньо часу розтрощити супротивника ще до того, як у війну вв'яжуться британці та росіяни.
Німецька преса намагалася заплутати це питання, звинувачуючи бельгійську сторону, що саме вона спровокувала такий розвиток подій, але історичний факт лишається очевидним; Німеччина увірвалася до Бельгії, коли ще жодного солдата чужої армії на її власній території не було, як і жодних погроз Німеччині з боку маленької країни.
Ж.Клемансо, прем'єр-міністр Франції, коли його запитали, як історія пам'ятатиме початок Першої світової війни, відповів:
«Одне можна сказати впевнено: вони не будуть казати, що Бельгія вторглася до Німеччини.»

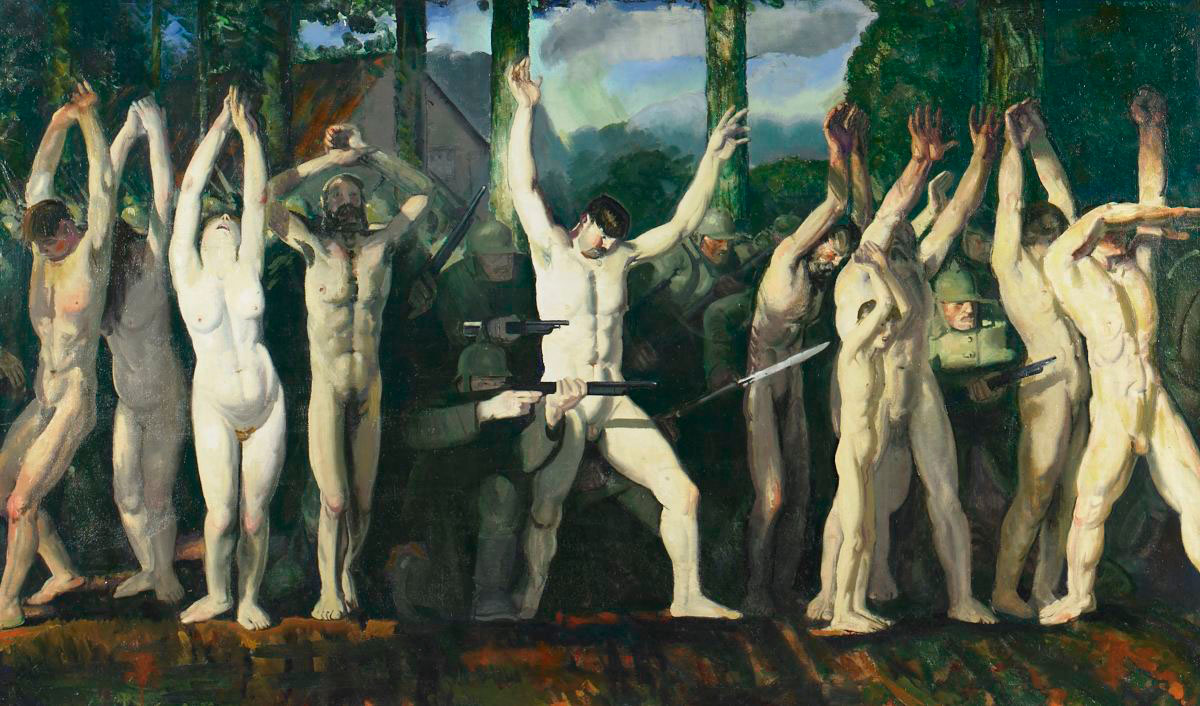
Картина американського живописця Джорджа Беллоуза «Барикади» — використання німецькими солдатами під час боїв у ролі живого щита бельгійських громадян. Осінь 1914. Бірмінгемський художній музей. Бірмінгем. Штат Алабама

### Штурм Льєжа
Льєж, розташований на річці Маас на Арденнському плато, був найближчим важливим бельгійським містом на кордоні з Німецькою імперією, й грав виключну роль у планах оборони бельгійців. Побудоване на лівому березі Маасу, на крутому пагорбі, оточене замість рову рікою завширшки 200 метрів, місто разом з 50-кілометровим ланцюгом з 12 фортів по периметру, вважалося в Європі того часу найгрізнішим оборонним рубежем. До того ж Льєж був великим промисловим центром, важливим транспортним вузлом, як залізниць, так й автомобільних доріг. Для німців захоплення Льєжу мало вирішальне значення — саме через надважливу його роль транспортного вузла для швидкого перекидання своєї величезної армії. Більш того, він мав життєве значення для подальшого постачання німецьких армій в наступі. Не захопивши його і не знешкодивши його форти, праве крило німецьких військ не змогло б успішно просуватися вперед.
5 серпня 1914 року німецькі підрозділи (25 000 піхотинців, 8 000 кавалеристів і 124 гармати) почали штурм фортеці. Перші атаки не вдались німцям і їм довелося відступити. Наступного дня підрозділи 14-ї піхотної бригади генерала Еріха Людендорфа увірвалися до міста, однак форти продовжували чинити запеклий опір. 6 серпня, вперше в історії світових воєн, німці застосували повітряний наліт: цепелін «LZ», що вилетів з Кельна, скинув 13 бомб на Льєж, убивши 9 мирних жителів.
Тільки 12 серпня, після прибуття поповнення, підвезення важкої артилерії й відходу основних бельгійських сил з міста, німецькі війська спромоглися захопити фортецю. До 16 серпня усі форти Льєжа опанувала німецька армія, а командир 3-ї бельгійської дивізії й комендант фортеці Ж.Леман пораненим потрапив до полону. Після падіння Льєжа 1-ша і 2-га німецькі армії почали переправу через Маас і продовжили наступ на Брюссель, Вавр і Намюр.
Командувач 2-ю армією фон Бюлов, який розраховував швидко опанувати місто та продовжити своє просування до кордонів Франції, був приголомшений бельгійським опором. Штурм Льєжа забрав 11 днів, що ніяк не передбачалося планами Шліффена, й цей виграш часу виявився критично важливим для вступу у війну Британського експедиційного корпусу та відмобілізації й передислокації французьких військ.

### Антверпен і Намюр
16 серпня, через 2 тижня після оголошення війни французам, нарешті опанувавши Льєж, війська 1-ї, 2-ї і 3-ї німецьких армій перейшли в рішучий наступ до франко-бельгійського кордону. Бельгійська армія під тиском противника, що переважав її багаторазово, намагалася закріпитися на рубежі річки Діль, решта відступала до Антверпена і Намюра. Німці обійшли Антверпен, але укріплена бельгійська фортеця утворювала серйозну загрозу їхньому правому флангу, тому на ізоляцію цієї загрози кайзерівському командуванню довелося виділити частину сил.
20 серпня німці увійшли до Брюсселя. Далі армія окупантів зіштовхнулася з наступною системою укріплень навколо Намюра і знову ж була змушена витрачати час ще на одну облогу, яка тривала з 20 по 25 серпня. Врешті-решт німецькі армії подолали значну частину території Бельгії і вийшли на лінію Брюссель — Намюр — Дінан, готуючись вступити в бій з головними силами французької армії.
Протягом усього серпня 1914 року кожного разу кайзерівські війська зіштовхувалися усе з новою та новою об'єктивною затримкою, викликаною гарячим спротивом бельгійців. Плани інтервентів розвалювалися прямо на очах, ніякі часові показники прориву французького кордону вже не дотримувалися.

### Осінні бої 1914 року
Французькі та британські експедиційні війська за підтримки невеликих бельгійських загонів, уцілілих у боях серпня 1914 року (всього 48 000 солдатів і офіцерів), продовжували вести розрізнені бойові дії (24 серпня — 28 вересня), й під ударами німецької армії поступово відступали вглиб території Франції. Обложений Антверпен, попри колосальну кільцеву систему оборонних фортів, яка оточувала місто, був зруйнований німецькою надважкою артилерією. 9 жовтня фортеця капітулювала. Частина союзних військ відступила до Голландії, де була інтернована до кінця війни.
«Біг до моря», що тривав з 17 вересня по 19 жовтня, коли німці та війська союзників намагалися одночасно обійти один одного на західному фланзі, врешті призвів до того, що фронт простягнувся на північ від Ени, через Пікардію, Артуа і Фландрію до узбережжя Північного моря. Бельгійська армія, що налічувала неповні шість піхотних і дві кавалерійські дивізії, відчуваючи значний брак артилерійських боєприпасів, насилу стримувала натиск німецьких військ на невеличкій ділянці протяжністю 35 км по правому берегу річки Ізер від Діксмейде до Ньївпорта. 22 жовтня німці форсували річку і закріпилися на її лівому березі. Не маючи достатніх сил для оборони, король Альберт, головнокомандувач бельгійської армії, ухвалив рішення затопити низовинний лівий берег Ізера морськими водами, відкривши шлюзи під час припливу. 27 жовтня, після того, як бельгійська армія була відведена за залізничний насип, що йшов вздовж річки, шлюзи відкрили і вода потужним потоком линула на позиції німців, утворивши розлив між Ньївпортом і Діксмейде (з цього часу бої на Ізері припинилися). Бельгійські підрозділи перейшли до позиційної оборони на рубежі річки Ізер від міста Іпр до узбережжя Північного моря.
У боях на цій річці, що тривали з 16 до 31 жовтня 1914 року, бельгійці втратили третину своїх військ, проте, утримали оборонні рубежі та зупинили наступ німців. Спроможність бельгійської армії утримати хоча б частку власної території під ударами сильніших сил противника викликала неабиякий підйом морального духу бельгійців, а ім'я їхнього короля — Альберта І — стало символом національного героя.

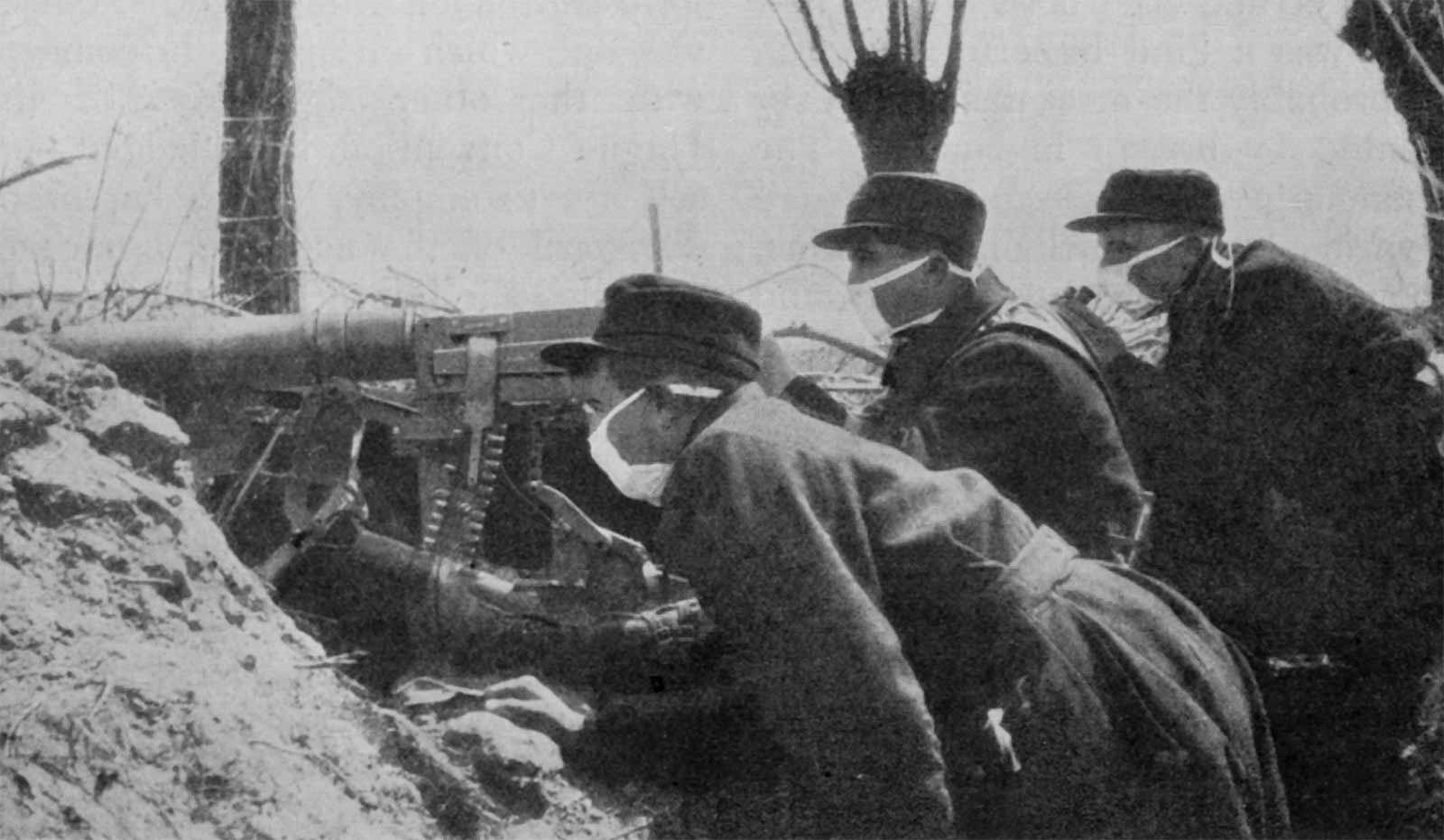
Бельгійські кулеметники у примітивних масках на вогневій позиції. Друга Іпрська битва. 1915

З 19 жовтня по 22 листопада між союзниками та 4-ю і 6-ю німецькими арміями розгорнулися запеклі бої за Іпр, що лишався в руках бельгійців — Перша Іпрська битва. Невелике фландрійське місто Іпр стало одним з ключових пунктів боротьби на північній ділянці Західного фронту, де німецькі війська прагнули пробитися до важливих портів Дюнкерк і Кале, і в околицях якого минула низка кровопролитних битв.
Бельгійські війська билися проти німецьких у Західній Фландрії до кінця 1914 року. Поступово ворожі сторони переходили до траншейного способу ведення війни, війська усе глибше заривалися у землю, кожна з армій намагалися утворити надійнішу за ворога систему фортифікаційних споруд та укріплень. Західний фронт стабілізувався на тривалий період.
Наприкінці 1914 року, король Бельгії мав власні збройні сили лише в 60 000 чоловіків. На 1918 рік, тобто наприкінці війни, йому вдалося за рахунок молодих бельгійців, що спромоглися втекти з окупованої країни та дістатися Ізерського фронту через нейтральні країни, збільшити армію до 170 000 чоловіків.

### Подальші битви (1915—1918)
Кампанія 1915 року на Бельгійському фронті відзначилася однією з найзнаменитіших битв в історії людства. У битві за опанування містечка Іпр зійшлися дві армії супротивників, бойові дії, що тривали з 21 квітня до 25 травня 1915 року, відзначилася першим масштабним застосуванням бойових отруйних речовин на Західному фронті, коли вперше після Болімовської битви німцями активно застосовувалася хімічна зброя. 22 квітня, унаслідок газової атаки хлором (171 тонни), за лічені хвилини було отруєно близько 6 000 людей, більшість з яких померла від асфіксії. Через два дні була організована друга газова атака, проте командування Антанти встигло забезпечити війська, що оборонялися, протигазами. Місячні бої закінчилися безрезультатно. Більш того, попри застосування жахливої новітньої зброї, німецькій армії на чолі з герцогом Альбрехтом Вюртемберзьким не вдалося розвинути початковий успіх й сторони знову перейшли до глухої оборони.
Протягом 1916—1918 років на території Західної Фландрії періодично розгорталися запеклі бої між британськими й бельгійськими та німецькими військами з тактичними цілями. Так, літом 1917 року союзники на чолі з британцями здійснили кілька спроб прорвати лінію фронту в битвах при Мессені та Пашендейле, однак, зазнавши важких втрат, значного успіху не досягли.
У другій половині 1918 року, після повного виснаження імперської армії Німеччини у Весняному наступі, керівництво Антанти ухвалило рішення перейти у стратегічний вирішальний контрнаступ по всьому Західному фронту з метою розгрому військ противника й найскоршого закінчення війни. Бельгійські підрозділи також взяли участь у загальному союзному наступі. Король Альберт I був призначений командувачем Фландрського угруповання союзних військ. У битві, що вп'яте раз сталася поблизу Іпру, 12 бельгійських дивізій, разом з британськими та французькими військами, прорвали оборонні рубежі німецьких військ й рушили вперед на визволення своєї країни. Окупанти під тиском противника відступали з території Бельгії, а ще через кілька місяців, 11 листопада 1918 року було підписано Комп'єнське перемир'я, яке завершило війну.
Угода про припинення вогню, однак, не призвела до негайного звільнення Бельгії й спорадичні бойові дії ще тривали. Бельгійська армія поступово просувалася по країні, переслідуючи німецьких окупантів, що відступали. 22 листопада 1918 року король Альберт І на чолі своїй армії урочистим маршем вступив до Брюсселя. Останній німецький солдат залишив країну 23 листопада 1918 року.

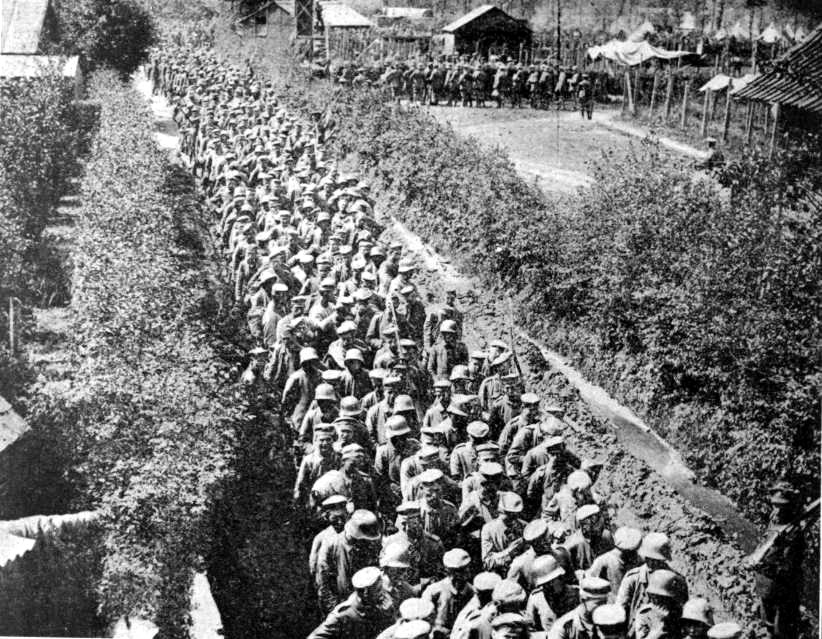
Захоплені у Фландрії в полон німецькі солдати. Бельгія. 1917

## Зґвалтування Бельгії
Вторгнення Німеччини до нейтральної Бельгії вочевидь стало найгрубішим порушенням норм міжнародного права й викликало колосальне обурення в світі. Німецька армія була надзвичайно розлючена, що спротив Бельгії зірвав геніальний «план Шліффена» захоплення Парижа. Від генерала до останнього солдата німці були абсолютно впевнені, що бельгійці розв'язали війну саботажників, використовуючи тактику так званих «вільних стрільців» або «франтирерів». Позиція німецького командування полягала в тому, що широко розповсюджені диверсійно-партизанські дії бельгійських мирних жителів були повністю незаконними й заслуговували на негайне суворе колективне покарання. Уся злість за провал плану, який довго виношувався, вилилася на мирне населення, що зазнало катувань та насильства від німецьких солдатів. Розлюченість окупантів спричинила чимало великомасштабних каральних операцій проти бельгійців, вбивство кількох тисяч чоловіків, жінок і дітей, мародерство і підпали будинків, а також руйнування історичних і культурних пам'яток, і навіть знищення цілих сіл.

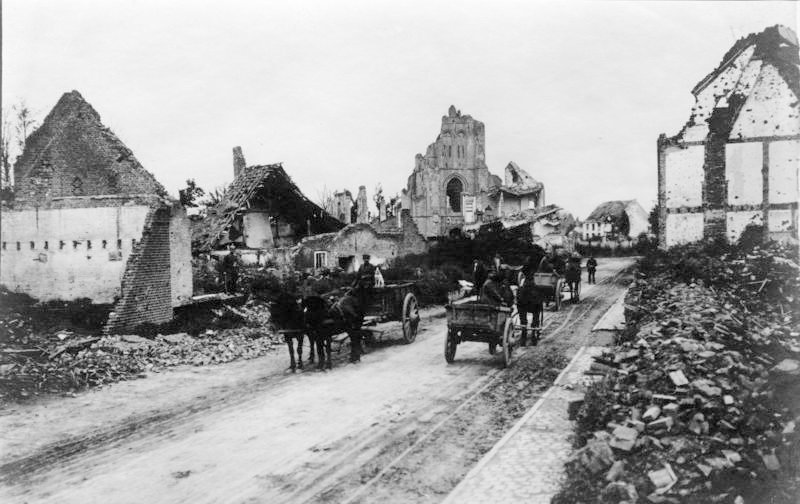
Руїни фландрійського містечка. Бельгія. 1914

22 серпня 1914 року сталася перша велика різанина в бельгійському селищі Таміне, коли 384 чоловіки, жінки і діти були розстріляні, заколоті багнетами, спалені живцем або задихнулися в диму, коли солдати підпалили їхні оселі. Ці вбивства стали «найбільшим масовим вбивством мирного населення, що скоїли німецькі війська до 1939 року». По країні прокотилася хвиля німецького терору: в Арсхоті страчено 156 чоловіків, Анденні — 211, Дінані — 674, серед замучених та страчених — жінки й діти.
До переліку знищених об'єктів культурної спадщини належить Левенський університет і його безцінна бібліотека, коли німцями було свідомо спалено 300 000 книг та манускриптів, деякі екземпляри яких датувалися XIV століттям. «У той час, коли книги мали набагато більшу цінність, ніж сьогодні», — пише дослідник Ліпке, «цей акт становив невідворотну демонстрацію варварства».
Список злочинів також включав знищення церков і соборів у Візе, Діксмейде, Левені, Іпрі, Маліні та інші.
Протягом більшої частини XX століття історики в основному спростували повідомлення про німецькі звірства, скоєні проти бельгійського мирного населення під час вторгнення 1914 року й приписували їх звичайній пропаганді союзників.
Починаючи з 1990-х років, однак, ретельне вивчення історичних доказів з бельгійських, французьких і німецьких джерел дозволило історикам, особливо Джону Хорну і Алану Крамеру, встановити неспростовно, що німецькі війська дійсно розпалили великий терор на окупованих землях. Кампанії проти цивільного населення, у тому числі масові страти, стали частиною навмисної політики терору, організованого військовими і навіть санкціонованого кайзерівським керівництвом. Нещодавні систематичні дослідження німецьких армійських джерел свідчать, що насправді протягом перших двох з половиною місяців після вторгнення німці не зіштовхувалися в Бельгії з жодними іррегулярними формуваннями. Дії кайзерівської армії були спалахом люті, реакцією на фантом страху, який окупанти несвідомо утворили для себе.
Масові страти простих мирних жителів, руйнація історичних пам'яток, пошкодження культурних цінностей, що опинилися по волі долі у полум'ї війни, не були колатеральними втратами унаслідок бойових дій, тобто ненавмисними жертвами, які неминуче виникають у часи війни; це стало результатом свідомого політичного рішення німецького генерального штабу. В такій спосіб німці вже боролися з рухом опору в 1870 році, коли зіткнувшись з французьким спротивом, окупанти перейшли до лютих репресій у формі страти французьких полонених та цивільних осіб за звинуваченням у веденні партизанської війни, так званої тактики «франтирерів».
Всього за оцінками сучасних дослідників, у період з серпня по листопад 1914 року, військовиками німецької кайзерівської армії було страчено від 5 500 до 6 500 бельгійських мирних мешканців. Особи, підозрювані у партизанській діяльності, розстрілювалися на місці. Історики, що досліджували німецькі документи, нарахували 101 «великий» інцидент, коли десять або більше цивільних осіб були страчено — загалом 4 421 особа була закатована. Дослідники також виявили 383 «малих» інцидентів, які призвели до загибелі ще 1 100 бельгійців. Майже усі випадки були каральними заходами німців у відповідь на так звані напади партизан.

## Німецька окупація

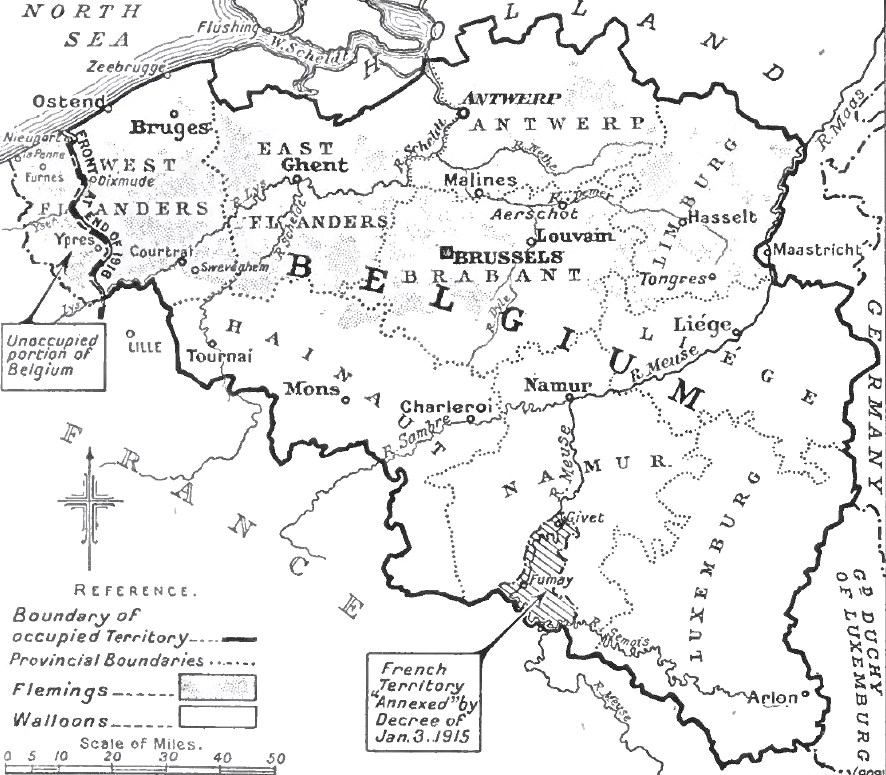
Карта окупованої Німецькою імперією Бельгії

### Німецька адміністрація
До листопада 1914 року фронт у Бельгії стабілізувався й 95 % території королівства опинилося під німецькою окупацією. Бельгійський уряд на чолі з прем'єр-міністром Ш.де Броквілем виїхав до французького міста Гавр, а король Бельгії Альберт І як Верховний головнокомандувач збройних сил лишився зі своїми військами на передовій, де керував невеликим бельгійським компонентом союзних сил до кінця війни на ділянці, яка отримала назву Ізерський фронт.
26 серпня 1914 року німецькі окупаційні війська утворили на захопленій території королівства та анексованій частині Франції Фюме та Живе так зване «Генерал-губернаторство Бельгії» під проводом свого генералітету. Система управління окупованою країною загарбників базувалася на адміністративній системі, яка існувала до початку війни, за винятком того, що німці через групу офіцерів та чиновників здійснювали постійний жорсткий контроль та керівництво у власних інтересах.
Окупована Бельгія поділялася на три адміністративних зони: власне Генерал-губернаторство Бельгії, до якого увійшли Брюссель і більша частина території країни та анексовані землі Франції; Операційна зона (нім. Operationsgebied) — яка включала у себе незначну ділянку поздовж лінії фронту на заході королівства; Стабілізаційна зона (нім. Etappengebied), до якої входила смуга земель Східної й Західної Фландрії та частково провінції Ено і Люксембург. Устрій на територіях усіх 3 зон був різний. Якщо у Генерал-губернаторстві в основному керувала цивільна адміністрація й порядки були менш репресивні, то в Операційній та Стабілізаційній зонах усе мирне населення оголошувалося полоненими й тут панували найсуворіші закони військової адміністрації окупаційних військ.
Першим генерал-губернатором Бельгії став генерал-фельдмаршал К. фон дер Гольц, якого незабаром, 27 листопада 1914 року змінив на посаді М.фон Біссінг, а у квітні 1917 року, після смерті останнього, — Л. фон Фалькенгаузен. Усі керівники підкорялися Вищому командуванню армії, яке дислокувалося у бельгійському містечку Спа, й головною ціллю їх перебування на такій посаді було зосередження зусиль усієї бельгійської економіки та промисловості, а також транспортної системи на роботу в інтересах окупаційних військ та Німеччини. Водночас німецька окупаційна влада намагалася підтримувати усталені порядки й не заважати їм, якщо це не йшло всупереч із власними цілями.
Організаційно представництво окупаційних сил поділялося на цивільну адміністрацію, на яку покладалося завдання розв'язання повсякденних задач, та мережу напіввійськових комендатур, що розгорнулася повсюдно на території королівства.

### Бельгійці під окупантами

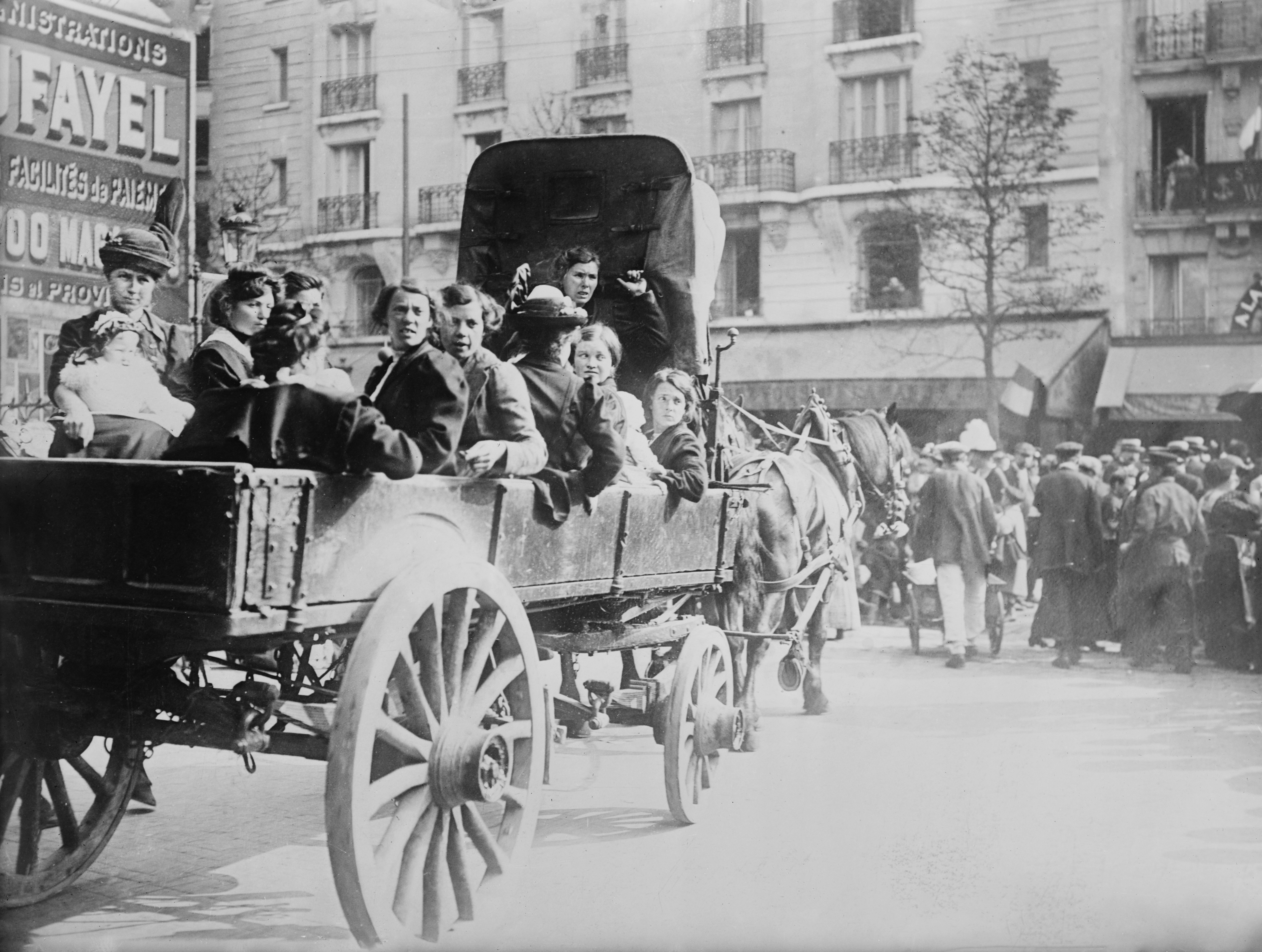
Бельгійські мирні мешканці тікають до Парижу. 1914

Зіткнувшись з терором, розпаленим розлюченою армадою німецьких вояків, багато мирних мешканців Королівства втекли зі своїх осель. В основному потік біженців йшов з тих зон, де панувала військова адміністрація — люди тікали у більш безпечні регіони країни та закордон. Багато бельгійців емігрувало до Нідерландів, близько 300 000 втекло до Франції; більше за 200 000 мирних громадян знайшли притулок у Британії. Незабаром, британський та французький уряди заснували спеціальні гуманітарні організації допомоги бельгійським біженцям війни, WRC (англ. War Refugees Committee) та CNSA (фр. Comité National de Secours et d'Alimentation) відповідно, на які покладалися завдання забезпечення, сприяння та підтримки такого роду переселенців.
Навесні 1915 року німецька влада розпочала поздовж усього бельгійсько-голландського кордону конструювання електричного дротяного паркану, на який подавався під високою напругою струм до 2 000 вольт й який охоронявся німецькими вартовими. За інформацією деяких експертів, при спробах перетнути «Паркан смерті», як його охрестили голландці (нід. Dodendraad), загинуло від 2 000 до 3 000 бельгійських громадян, що намагалися втекти з-під окупації німців.
Опинившись під німецькою окупацією, бельгійський народ постав на грань голоду. До війни Бельгія експортувала переважну більшість продуктів, зараз виявилося, що продовольства катастрофічно не вистачає. Благодійна організація Comité National de Secours et d'Alimentation влаштовувала на території союзних держав, у першу чергу Франції, акції на підтримку бельгійців. Добродії з усієї Європи організували збір коштів, продуктів та речей першої потреби для постачання їх до окупованого Королівства. Після тривалих переговорів з німцями сторони досягли домовленості про постачання продовольства через нейтральних посередників, якими стали американці. CNSA стала найголовнішою організацією, що зайнялася добутком, придбанням, збором та, головне, доставлення найнагальнішого постраждалим. Більше за 125 000 добровільних працівників зайнялися цією шляхетною справою.

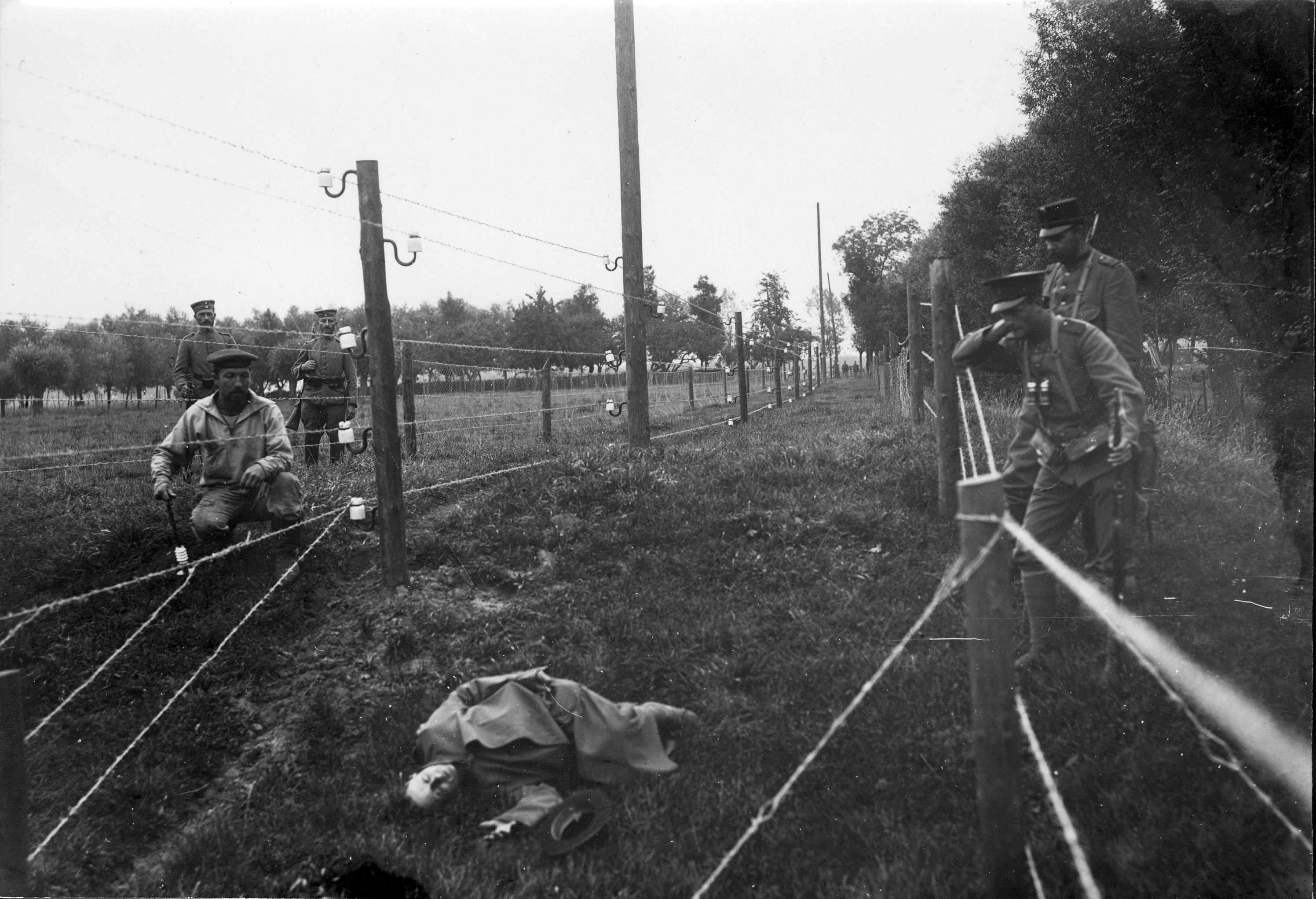
Електричний дротяний паркан, так званий «Паркан смерті», з тілом загиблого від ураження електрострумом. Сльойс. Нідерланди. 1915

Грошами для окупованої території німці залишили бельгійські франки, проте наклали на бельгійську владу так званий військовий податок — «добровільну» щомісячну контрибуцію в сумі 35 млн франків. Такий «добровільний» внесок значно перевищував довоєнні податкові доходи Бельгії і, для того, щоб оплатити його, бельгійські банки змушені були запустити в обіг нові фіатні гроші, щоб придбати на них облігації. Поява на ринку значної грошової маси німецьких марок, які завезли окупанти, та гіпертрофоване друкування грошей призвело до значної інфляції. Більш того, німці навмисно ввели курс обміну бельгійського франка до німецької марки, як 1:1,25, на користь власній економіці.
Постійно наростальний фінансовий хаос, у поєднанні з виниклими проблемами доставлення й виробництва металу, на виробництві якого процвітала Бельгія, призвело її економіку до економічного краху, коли заводи вичерпали сировину і вимушено звільнили своїх працівників . Безробіття постало однією з першорядних проблем. З 1915 до 1918 року більше за 650 000 громадян Бельгії було безробітними, зростала залежність від благодійної діяльності невійськових організацій. Для того, щоб якось впоратися з економічним рейвахом, велика кількість окремих комун і регіонів країни друкувала власні гроші, які можна було б використовувати на місцевому рівні.
Перехід економіки Німеччини на воєнні рейки, масова мобілізація німецьких чоловіків на військову службу з початку світової війни, створила брак робочої сили на німецьких заводах, зокрема на тих, що грали важливу роль у військово-промисловому комплексі імперії. Зіткнувшись з такою проблемою, у 1915 році німці закликали бельгійців непримусово працювати в Німеччині, але 30 000 добровольців виявилося обмаль для задоволення виниклих потреб. З середини 1916 року німецька адміністрація у Бельгії розпочала розглядати ідею насильницької депортації бельгійських робітників, зважаючи на високий рівень безробіття в окупованій країні. У жовтні 1916 року почалися примусові депортації робочих й це тривало до березня 1917 року. До кінця війни в цілому приблизно 100 тисяч бельгійців були насильницькі депортовані до Німеччини. Крім цього, близько 62 000 бельгійців мобілізували як дармову робочу силу на місцеві військові об'єкти в Стабілізаційній зоні окупованої Бельгії.
Депортація бельгійських робочих виявилося недостатньо ефективною, щоб задовольнити німецькі потреби і в економічному плані слабо вплинула на підтримку німецької військової промисловості. Водночас, з політичної точки зору, ці акції примусу призвели до широкого осуду в Бельгії і на міжнародному рівні, допомагаючи збільшенню бельгійського руху опору.

### Бельгійський рух опору
Бельгійський опір окупантам і страх німецької армії перед «франтирерами» підштовхнули її до впровадження політики залякування (нім. schrecklichkeit) бельгійських мирних жителів незабаром після вторгнення. Країну охопили випадки масового вбивства, публічні страти, взяття заручників і спалення міст й сіл; політика, яка стала відома як «Зґвалтування Бельгії».
Громадська опозиція німецькими окупантами піддавалася важкому пригніченню. Прояви патріотизму, такі як співання національного гімну «La Brabançonne», або святкування Національного дня Бельгії були заборонені, і ті, хто це порушували, ризикували отримати суворі тюремні терміни. Газети, книги та поштові відправлення перебували під щільним наглядом цензури. Під удари репресій потрапили відомі бельгійські діячі, зокрема Адольф Макс, мер Брюсселя, і всесвітньо відомий історик Анрі Піренн, яких утримували у німецькій в'язниці як заручників.
Попри колосальний механізм репресій, бельгійський рух опору виник відразу з початку німецької окупації й набув різних форм спротиву. Озброєний опір мав незначний розмах, хоча іноді деякі диверсії бельгійців здобували великий резонанс, наприклад, руйнування залізничної лінії Брюссель-Аахен. Більш широко бельгійці брали участь у пошуку розвідувальної інформації про німецькі військові об'єкти і пересування військ. Усі дані агентурної розвідки через розгалужену мережу агентів передавалися союзним військам. Найбільш відома розвідувальна мережа бельгійців мала назву «Біла Дама» (фр. Dame Blanche), яка нараховувала близько 30 % агентів-жінок. Організації такого роду не тільки збирали важливу інформацію, вони також утворили розгалужену таємну мережу перекидання молодих бельгійців на Ізерський фронт, як правило, через Нідерланди. Близько 32 000 молодих патріотів контрабандним шляхом успішно дісталися до армії короля Альберта І.

## Бельгія на інших театрах війни

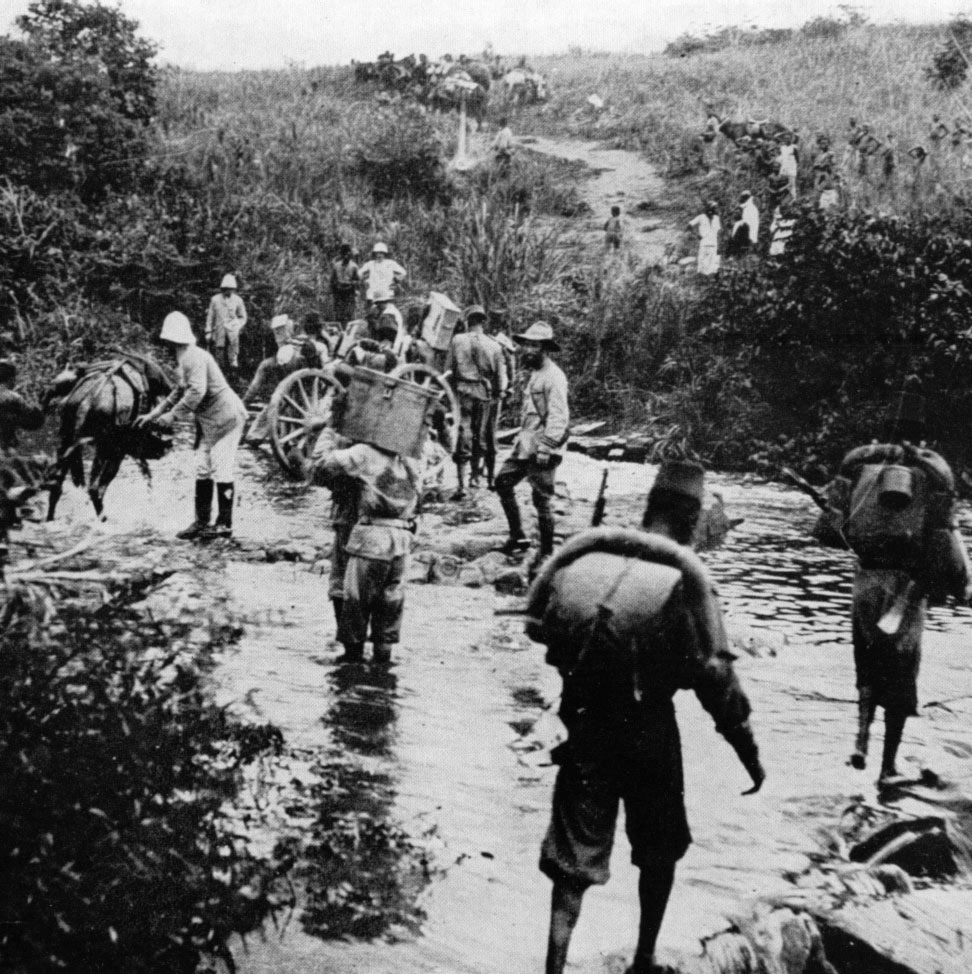
Тубільні конголезькі війська колоніальної бельгійської армії форсують річку. Східно-Африканська кампанія, 1916

### Бельгійське Конго і Східноафриканська кампанія
Після досягнення домовленості з Парижем у 1911 році, Німецький Камерун трохи збільшився за рахунок Французького Конго й на двох ділянках кордони німецької колонії впритул наблизилися до річки Конго і території Бельгійського Конго. На сході Бельгійське Конго межувало з Німецькою Східною Африкою на відрізку понад 600 миль. Перед своєю смертю Леопольд II вважав німецьку загрозу бельгійській колонії головною небезпекою, вимагаючи, щоб «ні п'яді землі, яку я відписав Бельгії, не було відступлено німцям». Як з'ясувалося надалі, його побоювання виправдалися.
Основна економічна діяльність Бельгії у Вільній Державі Конго була зосереджена в провінції Катанга. Головною статтею доходу був видобуток корисних копалин. Гума була основним експортним продуктом, але її виробництво значно знизилося (з 77 % експорту за вартістю до 15 %) через те, що гуму почали вирощувати в колоніях Великої Британії в Південно-Східній Азії. Війна збільшила попит на мідь, увесь видобуток якої здійснювався в провінції Катанга, і виробництво її виросло з 997 тонн у 1911 році до 27 462 тонн у 1917 році, а потім збут впав до 19 000 тонн у 1920 році. Під час війни також зріс видобуток алмазів та золота.
Події 1914—1918 років у найбільшій колонії Королівства отримали в бельгійській пресі назву «Бельгійської колоніальної кампанії 1914—1918 рр.», в якій виділяються кілька ключових напрямків і етапів. Так, на першому етапі війни, який називають періодом оборони східного кордону, було три напрямки: похід бельгійських військ на територію Німецької Східної Африки, у Камерун і власне оборона східного кордону.

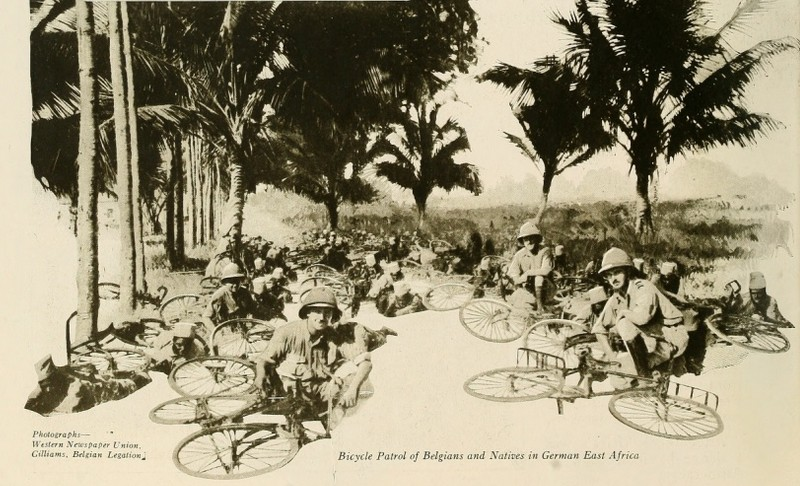
Бельгійські війська на патрулюванні в Німецькій Східній Африці

З початком бойових дій у Європі німецька присутність в Африці не становила прямої загрози для африканських колоній західних держав. Однак, у 1914 році німецький сторожовий катер потопив кілька бельгійських суден на озері Танганьїка. Походи бельгійської колоніальної армії, що переважно складалася з африканців під командуванням бельгійців (так звані «Суспільні війська» (фр. Force Publique), у німецькі колонії Камерун і Східну Африку (сучасна Танзанія) сприяли відновленню репутації бельгійських офіцерів у Конго. Сторінки газет рясніли повідомленнями про самовідданість і хоробрість бельгійців, що билися пліч-о-пліч з союзниками.
У 1916 році бельгійські колоніальні війська, відповідно до наступального плану союзників, захопили Руанду і Бурунді. Після цього британські, бельгійські та португальські війська вдерлися на територію Німецької Східної Африки (сучасні Бурунді, Руанда і Танзанія), однак здобути перемогу над військами П.фон Леттов-Форбека їм не вдалося. Бойові дії перемістилися в португальську колонію Мозамбік. Під час бойових дій на африканському континенті втрати бельгійських колоніальних військ склали 9 077 тубільців і 58 бельгійців.
Завдяки участі в Першій світовій війні й активним наступальним діям проти Німецької Східної Африки, Бельгія отримала мандат від Ліги Націй на управління територіями Руанди і Урунді. Хоча формально вони не вважалися колоніями, Бельгія використовувала їх для збільшення своїх доходів, застосовуючи методи експлуатації, схожі з тими, що були випробувані у Бельгійському Конго.

### Бельгійський експедиційний корпус у Росії
Наприкінці 1915 року невеликий загін бельгійських військовиків був відправлений до Російської імперії, де утворив Бельгійський експедиційний корпус у Росії. Це військове формування билося на Східному фронті Першої світової. За 2 роки перебування в Росії 444 бельгійських солдатів пройшли службу в лавах експедиційного загону, з них 16 загинуло в боях.

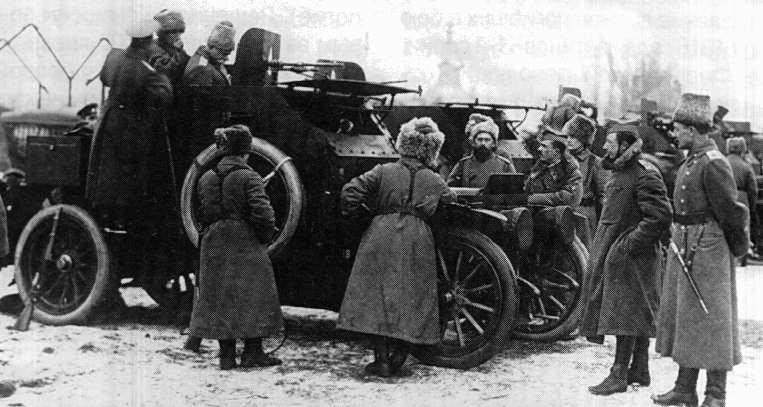
Моторизований загін Бельгійського експедиційного корпусу на бронеавтомобілях «Мінерва». Східний фронт, січень 1916

## Наслідки війни
У квітні 1919 року Альберт І прибув на Паризьку мирну конференцію, де зустрівся з Великою Четвіркою: лідерами Великої Британії, Франції, Італії та США. Він виставив на конференцію 4 стратегічні вимоги від Бельгії. По-перше, вимагав коштом фінансових контрибуцій від Німеччини відновити економіку країни; по-друге, для гарантування майбутньої безпеки Бельгії створити буферну німецьку державу на лівому березі річки Рейн; по-третє, провести ревізію договору 1839 року, й нарешті, сприяти зближенню Бельгії та Великого Герцогства Люксембург.
Особисто король був проти занадто немилосердних та, по суті, грабіжницьких умов Версальського договору, бо саме це з часом спонукає німців до реваншу й помсти. Альберт І також вважав, що розпуск імперії Габсбургів являтиме собою серйозну загрозу для миру і стабільності на континенті. І хоча союзники розглядали Бельгію, як головну жертву німецької агресії, і це викликало величезне співчуття їх народів, такі погляди бельгійського короля зіграли невелику роль у Парижі.
Бельгія отримала значно менше, ніж вимагала від цієї конференції, загалом їй виділили тільки 4 млрд золотих німецьких марок контрибуцій, що становило лише 8 % від суми німецьких виплат державам-переможницям.Така компенсація абсолютно не могла врятувати знищену окупантами та виснажену війною економіку Королівства. Також, як відшкодування за заподіяну окупацію, Німеччина поступилася невеликими територіями на заході (відомі, як Ойпен-Мальмеді), і віддала німецьку частину нейтрального Мореснета.
Головним же здобутком Бельгії за підсумками Першої світової війни стало захоплення двох густонаселених областей, колишніх німецьких колоній у Східній Африці — Руанди і Урунді, населення кожної з яких під час війни оцінювалося в 1 млн чоловіків. В результаті ці області увійшли до сфери впливу Бельгії, дозволивши поповнити втрати робочої сили в Бельгійському Конго. Разом з Францією Бельгія стала партнером в окупації німецького Рура відповідно до Договору 1919 року.

### Втрати Королівства Бельгії
Сумарні збитки Королівства Бельгії від прямих та опосередкованих наслідків воєнних дій на її території за розрахунками 1921 року оцінювалися в 36 млрд бельгійських франків.
Достеменних даних про людські втрати Королівства також не існують. Різні військові експерти та демографічні дослідники по різному оцінюють втрати Бельгії у війні.
За даними бельгійського уряду опублікованими в 1922 році, загальна чисельність втрат для усього населення Бельгії з 378 000 військових, що служили в часи війни у Європі, та 15 000 — в Африці, становила 49 425 осіб. З цієї кількості втрат 26 338 осіб вважаються вбитими або померлими від ран на полі бою та нещасних випадків (з них 1 164 офіцерів та 25 174 сержантів і солдатів), а також 14 029 померлими від хвороб і зниклими безвісти (з них 407 офіцерів та 13 622 сержанти й солдати). В Африці бельгійці втратили внаслідок бойових дій 58 чоловіків загиблими; ще 9 000 тубільців колоній було вбито в ході бойових дій. До цієї цифрі не включені 12 бельгійських військовослужбовців, що були страчені за вироками військових трибуналів.
Водночас, за демографічними даними радянського дослідника Бориса Урланіса, безповоротні втрати бельгійської армії під час Першої світової війни склали 58 637 осіб убитими, зниклими безвісти і померлими від ран. Військовий департамент Великої Британії оцінює військові втрати бельгійської армії, як 13 716 загиблими і 24 456 зниклими безвісти за час війни. Військові втрати бельгійської армії складали 2,0 % від числа військовозобов'язаних (для порівняння у Франції цей відсоток становив 13,3 %, для Німецької імперії — 12,5 %).
У роки війни близько 62 000 цивільних осіб у Бельгії померли від нестачі продовольства і внаслідок важких умов німецького окупаційного режиму. Ще 30 000 бельгійців померло від іспанського грипу.